# Streets: A Rock Opera
Streets: A Rock Opera es un álbum conceptual de la banda estadounidense Savatage, publicado en octubre de 1991 por Atlantic Records. El álbum tardó casi un año en grabarse, con la preproducción iniciando en octubre de 1990. También marca la salida de Jon Oliva de la agrupación, hasta su regreso en los álbumes Dead Winter Dead y The Wake of Magellan, donde comparte las voces con Zachary Stevens.

## Lista de canciones
Todas compuestas por Paul O'Neill, Jon Oliva y Criss Oliva.

| Original CD release |                                    |          |  |
| N.º                 | Título                             | Duración |  |
| 1.                  | «Streets»                          | 6:48     |  |
| 2.                  | «Jesus Saves»                      | 5:13     |  |
| 3.                  | «Tonight He Grins Again»           | 3:28     |  |
| 4.                  | «Strange Reality»                  | 4:56     |  |
| 5.                  | «A Little Too Far»                 | 3:25     |  |
| 6.                  | «You're Alive»                     | 1:51     |  |
| 7.                  | «Sammy and Tex»                    | 3:07     |  |
| 8.                  | «St. Patrick's»                    | 4:17     |  |
| 9.                  | «Can You Hear Me Now»              | 5:11     |  |
| 10.                 | «New York City Don't Mean Nothing» | 4:01     |  |
| 11.                 | «Ghost in the Ruins»               | 5:32     |  |
| 12.                 | «If I Go Away»                     | 5:17     |  |
| 13.                 | «Agony and Ecstasy»                | 3:33     |  |
| 14.                 | «Heal My Soul»                     | 2:35     |  |
| 15.                 | «Somewhere in Time»                | 3:17     |  |
| 16.                 | «Believe»                          | 5:42     |  |

## Créditos
- Jon Oliva – voz, piano, teclado, batería (en "Jesus Saves" y "Can You Hear me Now")
- Criss Oliva – guitarra, bajo (en "Jesus Saves" y "Can You Hear me Now")
- Johnny Lee Middleton – bajo
- Steve "Doc" Wacholz – batería